# Symphlebia maculicincta
Symphlebia maculicincta là một loài bướm đêm thuộc phân họ Arctiinae, họ Erebidae.